# پرچم هامبورگ
پرچم هامبورگ یا شناخته شده با عناوین کامل تر پرچم مردمی یا مدنی هامبورگ و همچنین، پرچم شهری هامبورگ، پرچم تاریخی(احتمالاً به دلیل قلعه معروف قدیمی این شهر) و "پرچم ایالتی-شهرداری هامبورگ آلمان" که  در ۳ فوریه ۱۸۳۴ توسط سنای این شهر بزرگ پذیرفته شد. این پرچم دارای زمینه قرمز و نشان هامبورگ(یک ساختمان کاخ‌مانند بزرگ و مرتفع سنتی-محور با معماری قرون وسطایی که چون دارای ۳ نشان مذهبی در بالای خود است احتمالا کلیسا یا یک پرستشگاه هر دو دین مسیحیت و یهودیت که ادامه مسیحیت اولیه کاتولیک بود) در وسط است. درکل حضور پررنگ و شایسته پرچم هامبورگ پس از پایان جنگ جهانی دوم در سال ۱۹۴۹ و قتل عام مردم عادی و غیرنظامی یا حداکثر شبه نظامی های چریک-محور کشورها که برای دفاع از خود-خانواده-منطقه یا به طور معمول در انتها ایالت خود می‌جنگیدند، نابودی‌ها و تخریب های گسترده جهانی، جابجایی سطوح مختلف از مضامین، موضوعات، فرهنگ ها، ارزش‌ها، سرمایه‌ها، انسانیت و خودباوری، مرزهای انواع علوم و دانش‌ها، قوانین و مقررات و نیز همچنین بسیاری از خط و مشی‌ها از سطح ملّی تا روستایی، ضربه های شدید اقتصادی، رکود، تورم، افزایش آمار اختلافات و ایجاد قومیت‌ها-مذاهب و گروه‌ها، باورها، اعتقادات و... که غالباً در کشورهای اروپایی، جنوب شرق آسیا، شمال آسیا، شمال آفریقا، ایالات متحده‌، پادشاهی متحد بریتانیا و ایرلند شمالی، شوروی سوسیالیستی و دیگر مناطق جهان آن زمان به غوغایی مبدل شده بود. پرچم مدنی یک قلعه سفید با سه برج در زمینه قرمز را نشان می دهد که برای بیشتر اهداف مدنی به عنوان پرچم ایالتی استفاده می شود. (از نظر تاریخی هم به عنوان پرچم مدنی نیز استفاده می شده است.) گمان می رود قدیمی ترین مهر قلعه مربوط به سال ۱۲۴۱ باشد. اولین پرچم با شکل فعلی در اواسط قرن شانزدهم ترسیم گردید، اگرچه به احتمال زیاد این یک میدان قرمز بوده است! یا قلعه‌ای قرمز.. در وسط این پرچم فعلی "۳:۵" قلعه‌ای قرار دارد که وجه مذهبی آن کاملاً آشکار است. البته نه فقط یک دین و مذهب! در بخش بالای قلعه دقیقاً وسط، نشان صلیب نمایان است. اما در ورای دو لژ قلعه نشان رسمی یهودیت! یعنی نشان دوازده ضلعی ستاره داوود که اکنون در مرکز پرچم اسرائیل خودنمایی میکند. پس از حدوداً سال ۱۶۲۳، پرچم قدیمی شروع به حذف شدن و تغییراتی کرد و یک قلعه قرمز روی سفید یا یک قلعه سفید روی قرمز باقی ماند. تنها در سال ۱۷۵۱ بود که قلعه سفید رنگ با زمینه قرمز به عنوان پرچم هامبورگ تعیین شد. استفاده از پرچم مدنی برای همه رایگان است. پرچم ایالت هامبورگ تنها توسط مجلس ایالتی سنای هامبورگ به عنوان رئیس این ایالت شمالی استفاده می شود. این پرچم در سال ۱۸۹۷ به مناسبت افتتاح تالار جدید شهر ساخته شد. پرچم دریاسالاری هامبورگ فقط برای ساختمان‌های دولتی متصل به ناوبری استفاده می‌شود، زیرا تا سال ۲۰۰۸ هیچ کشتی جنگی وجود نداشت. این نشان‌دهنده نشان دریایی است که از سال ۱۶۴۲ وجود داشته است.
توصیف کلی نشان حال حاضر شهر هامبورگ
اکثریت شهرها، ایالت‌ها و حتی برخی از روستاهای پرجمعیت جمهوری دموکراسی محور، فوق پارلمانی و فدرالیست لیبرالیست آلمان کنونی دارای یک نشان، یک یا چند پرچم که مانند همان هامبورگ زمینی، دریایی یا حتی هوافضایی، نظامی، امنیتی، شهرداری، کلانشهری و...  می باشد هستند. به نظر می رسد برلین و مونیخ دو ابرکلانشهر آلمان دارای بیشترین سمبل ها باشند. اکنون پرچم شهری کلی هامبورگ، همان قلعه مذهبی‌وار با زمینه قرمز است که در طول زمان در طی صدها سال تغییرات قابل توجهی نیز داشته است.